# Katoliški modernizem
Izraz katoliški modernizem označuje teološke poglede, ki so se prvič pojavili ob koncu 19. oziroma ob začetku 20. stoletja in govorijo o tem, da so glavne katoliške dogme zgolj človeške ideje in kot take niso nujno nespremenljive in večne. Modernisti se niso nikoli formalno povezali v gibanje in tudi nikoli niso sami uporabljali izraza modernizem. Prvi je ta izraz uporabil papež Pij X., ki je obsodil modernistične zmote. Pri tem je imel v mislih zlasti ideje Alfreda Loisyja in Georgea Tyrella.
Modernizem se je razvil v angleških in francoskih intelektualnih krogih, v manjšem obsegu tudi v Italiji. Na nekatere moderniste je vplivala protestantska teologija in Tübingenska šola zgodovinsko kritične analize verskih besedil. 
Modernisti so trdili, da se je cerkveni nauk s časom spreminjal tako, da se je prilagajal posebnostim določenega časovnega obdobja. Tako so dogme v očeh modernistov izgubile značaj absolutnih resnic - po njihovem prepričanju dogme vedno vsebujejo tudi duha časa, ko so nastale, in zato se lahko s časom tudi spreminjajo. V skladu s tem so modernisti trdili, da je velika večina katoliških dogem zastarela in da bi jih bilo treba prilagoditi novim časom in novi miselnosti ljudi. Izraz nova miselnost zajema zlasti:
- Racionalistični pristop k Svetemu pismu
- Razsvetljeno in sekularno razmevanje človeške družbe
- Nov filozofski pogled na svet (Immanuel Kant, Henri Bergson)

Papež Pij X. je modernizem imenoval sinteza vseh herezij. V svoji okrožnici Lamentabili Sane je leta 1907 ostro obsodil modernistične poglede na krščanstvo. Naštel je kar 65 modernističnih trditev, ki jih je obsodil kot zmote. Pozneje istega leta je v okrožnici Pascendi Dominici Gregis objavil protimodernistično prisego, ki so jo morali sprejeti vsi škofje, duhovniki in kateheti, če so hoteli opravljati službo v Rimskokatoliški Cerkvi. Prisega je ostala v veljavi do leta 1967.
Primeri izjav, ki jih je Pij X. označil za zmote (po knjigi Vera Cerkve):
- Cerkveno učiteljstvo tudi z dogmatičnimi odločbami ne more določati pristnega smisla Svetega pisma
- Kdor veruje, da je Bog resnično avtor Svetega pisma, kaže veliko preproščino ali pa nevednost.
- Božje navdihnjenje se ne nanaša na celotno Sveto pismo na tak način, da bi obvarovalo vsake zmote prav vse njegove posamezne dele.
- Evangeljske prilike so svobodno preoblikovali evangelisti sami in kristjani drugega in tretjega rodu (...)
- Do dokončne postavitve kánona so evangeliji stalno dobivali dostavke in izboljšave. Torej je v njih ostala le slabotna in negotova sled Kristusovega nauka.
- Božanstvo Jezusa Kristusa iz evangelijev ni dokazano; to je marveč le verska resnica, ki jo je krščanska zavest izvedla iz pojma Mesija.
- V vseh evangeljskih tekstih je ime "Sin Božji" enakovredno le imenu "Mesija", nikakor pa ne pomeni, da je Kristus pravi in naravni Božji sin.
- Nauk, kakršnega o Kristusu učijo Pavel, Janez in nicejski, efeški in kalcedonski koncil, ni tisti, katerega je učil Jezus, temveč tisti, katerega je o Jezusu zasnovala krščanska zavest.
- Nauk o Kristusovi spravni smrti (tj. smrti v spravo za grehe vsega človeštva) ne prihaja iz evangelija, marveč le od svetega Pavla.
- Tuje je bilo Kristusovi misli, da bi hotel ustanoviti Cerkev kot družbo, ki naj bi trajala skozi stoletja. Še več, v Kristusovi misli je nebeško kraljestvo imelo priti prav kmalu skupaj s koncem sveta.
- Simon Peter ni nikdar niti slutil, da mu je Kristus izročil prvenstvo v Cerkvi (tj. papeštvo).
- Zakramenti so nastali tako, da so apostoli in njihovi nasledniki ob pobudi in pritisku okoliščin in dogodkov podali razlago za kakšno Kristusovo misel in kakšen njegov namen.
- Smisel zakramentov je samo ta, da v človekovem srcu prebujajo zavest o vedno dobrotljivi Stvarnikovi navzočnosti.